# Clarks
C. and J. Clark Ltd, більш відома як Clarks — британський міжнаціональний виробник взуття. Станом на 2011 рік компанія мала приблизно тисячу магазинів у 160 країнах.

## Історія
Брати Сайрус та Джеймс Кларки у 1825 році створили компанію для виробництва килимів та капців зі шкури вівці. На компанію працювали сільські мешканці, спочатку — вдома. У 1856 році, після винайдення швейних машинок Зінгер, виробництво починає стрімко зростати. Продаж також зростає після введення гігієнічної лінії, котра відтворює форму та лінію ніг. Завдяки цьому компанія стала позиціонуватися як виробник зручного взуття.
На початку 1950-х Натан Кларк представляє нову модель Desert Boot. Дана модель змодельована як зручне взуття, котре повторює модель військових офіцерських черевиків. Ця модель дуже швидко стає популярною. У 1965 році Ленс Кларк пропонує нову модель Wallabee у стилі звичайних мокасинів, котра також стає дуже популярною.
На даний час Clarks — це міжнародна торгова марка, котра продає речі в Європі, Сполучених Штатах Америки та на Далекому Сході.

## Визначні дати
- 1825: Сайрус Кларк створює бізнес з обробки та зшивання хутра у селі Стріт, Сомерсет, Англія[2].
- 1828: До компанії приєднується його брат Джеймс і вони починають виготовлення капців Brown Peter[2].
- 1833: Джеймс стає повноправним партнером; безнес змінив назву на C&J Clark Ltd[2].
- 1863: Вільям Кларк, син Джеймса Кларка, успадкував компанію[2].
- 1893: Виготовлення лінії «Hygienic» почало позиціонувати компанію як виробника зручного[3] взуття.
- 1937: Компанію купує роздрібний магазин і перейменовує у Peter Lord.[3].
- 1950: Компанія починає виготовлення успішної модулі Desert Boot.
- 1965: Виготовляється перша модель Clark Wallabee.[3].
- 1978: Компанія купує виробництво і мережу магазинів Hanover Shoe у США.[3].
- 1979: Компанія купує виробництво і мережу магазинів у Бостонської компанії, США.[3].
- 1981: Компанія купує K Shoes Ltd., виробник і продавець взуття у Британії.[3].
- 1988: C&J Clark відмовляється від своїх планів піти на біржу.[3].
- 1993: Компанія виставляє себе на продаж, але відмовляється бути купленою Берісфордом (Berisford).[3].
- 1996: Компанія починає реструктуризацію, перетворюється із орієнтованої на виробництво в орієнтовану на дизайн для кінцевого споживача.[3]
- 2000: Компанія оголошує, що в найближчому майбутньому стане відкритою компанією.[3].
- 2001: Компанія купує Elefanten, виробника дитячого взуття в Німеччині.[3].
- 2005: Кларкс завершує виробництво взуття в Сомерсет.[4]

## Clarks в Україні
Згідно з офіційним сайтом, при замовленні через мережу інтернет доставка в Україну неможлива.
Товари даної марки реалізуються в магазинах мережі Інтертоп.. Компанією «Інтертоп Україна» також відкрито фірмові магазини Clarks в Україні.